# Pseudosphegesthes bergeri
Pseudosphegesthes bergeri là một loài bọ cánh cứng trong họ Cerambycidae.